# Дорошенково (Харьковская область)
Дорошенково (укр. Дорошенкове), поселок,
Подсереднянский сельский совет,
Великобурлукский район,
Харьковская область, Украина.
Код КОАТУУ — 6321484203. Население по переписи 2001 г. составляет 275 (133/142 м/ж) человек.

## Географическое положение
Посёлок Дорошенково находится на реке Хотомля, есть мост, рядом с балкой Глушков Яр, ниже по течению примыкает к селу Кирилловка (Волчанского района).

## История
- 1899 — дата основания.

## Объекты социальной сферы
- Дорошенковский фельдшерско-акушерский пункт.

## Достопримечательности
- Братская могила советских воинов.